# Lagos-Nunatak
Der Lagos-Nunatak (spanisch Nunatak Lagos) ist ein Nunatak an der Oskar-II.-Küste des Grahamlands auf der Antarktischen Halbinsel.
Argentinische Wissenschaftler benannten ihn. Der weitere Benennungshintergrund ist nicht hinterlegt.